# US Open 1983
Die 103. US Open 1983 waren ein Tennis-Hartplatzturnier der Klasse Grand Slam, das von der ITF veranstaltet wurde. Es fand vom 30. August bis 11. September 1983 in Flushing Meadow, New York, Vereinigte Staaten statt.
Titelverteidiger im Einzel waren Jimmy Connors bei den Herren sowie Chris Evert-Lloyd bei den Damen. Im Herrendoppel waren Kevin Curren und Steve Denton, im Damendoppel Rosemary Casals und Wendy Turnbull und im Mixed Anne Smith und Kevin Curren  die Titelverteidiger.

## Herreneinzel

### Setzliste
| Nr. | Spieler         | Erreichte Runde |
| --- | --------------- | --------------- |
| 01. | John McEnroe    | Achtelfinale    |
| 02. | Ivan Lendl      | Finale          |
| 03. | Jimmy Connors   | Sieg            |
| 04. | Yannick Noah    | Viertelfinale   |
| 05. | Mats Wilander   | Viertelfinale   |
| 06. | Guillermo Vilas | 3. Runde        |
| 07. | Kevin Curren    | Rückzug         |
| 08. | José Luis Clerc | 1. Runde        |

| Nr. | Spieler          | Erreichte Runde |
| --- | ---------------- | --------------- |
| 09. | Jimmy Arias      | Halbfinale      |
| 10. | José Higueras    | 2. Runde        |
| 11. | Gene Mayer       | 3. Runde        |
| 12. | Johan Kriek      | Achtelfinale    |
| 13. | Steve Denton     | 3. Runde        |
| 14. | Eliot Teltscher  | Viertelfinale   |
| 15. | Vitas Gerulaitis | 3. Runde        |
| 16. | Bill Scanlon     | Halbfinale      |

## Dameneinzel

### Setzliste
| Nr. | Spielerin           | Erreichte Runde |
| --- | ------------------- | --------------- |
| 01. | Martina Navratilova | Sieg            |
| 02. | Chris Evert-Lloyd   | Finale          |
| 03. | Andrea Jaeger       | Viertelfinale   |
| 04. | Tracy Austin        | Rückzug         |
| 05. | Pam Shriver         | Halbfinale      |
| 06. | Wendy Turnbull      | 3. Runde        |
| 07. | Sylvia Hanika       | Viertelfinale   |
| 08. | Hana Mandlíková     | Viertelfinale   |

| Nr. | Spielerin            | Erreichte Runde |
| --- | -------------------- | --------------- |
| 09. | Andrea Temesvári     | 3. Runde        |
| 10. | Zina Garrison        | Achtelfinale    |
| 11. | Barbara Potter       | 2. Runde        |
| 12. | Kathy Rinaldi        | 2. Runde        |
| 13. | Claudia Kohde-Kilsch | 2. Runde        |
| 14. | Jo Durie             | Halbfinale      |
| 15. | Virginia Ruzici      | 1. Runde        |
| 16. | Kathy Jordan         | Achtelfinale    |

## Herrendoppel

### Setzliste
| Nr. | Paarung                       | Erreichte Runde |
| --- | ----------------------------- | --------------- |
| 01. | Peter Fleming John McEnroe    | Sieg            |
| 02. | Tim Gullikson Tom Gullikson   | Viertelfinale   |
| 03. | Brian Gottfried Paul McNamee  | 2. Runde        |
| 04. | Anders Järryd Hans Simonsson  | 2. Runde        |
| 05. | Carlos Kirmayr Cássio Motta   | 1. Runde        |
| 06. | Heinz Günthardt Tomáš Šmíd    | 1. Runde        |
| 07. | Mark Dickson Sherwood Stewart | Viertelfinale   |
| 08. | Sandy Mayer Ferdi Taygan      | Achtelfinale    |

| Nr. | Paarung                      | Erreichte Runde |
| --- | ---------------------------- | --------------- |
| 09. | Victor Amaya Kim Warwick     | 2. Runde        |
| 10. | Fritz Buehning Van Winitsky  | Finale          |
| 11. | Eric Fromm Shlomo Glickstein | 1. Runde        |
| 12. | Tracy Delatte Johan Kriek    | 1. Runde        |
| 13. | Chip Hooper Peter Rennert    | 1. Runde        |
| 14. | Mike Bauer Gilles Moretton   | 1. Runde        |
| 15. | Joakim Nyström Mats Wilander | 2. Runde        |
| 16. | Andy Andrews John Sadri      | Halbfinale      |

## Damendoppel

### Setzliste
| Nr. | Paarung                         | Erreichte Runde |
| --- | ------------------------------- | --------------- |
| 01. | Martina Navratilova Pam Shriver | Sieg            |
| 02. | Rosalyn Fairbank Candy Reynolds | Finale          |
| 03. |                                 |                 |
| 04. | Rosie Casals Wendy Turnbull     | Viertelfinale   |
| 05. | Billie Jean King Sharon Walsh   | Halbfinale      |
| 06. | Mima Jaušovec Kathy Jordan      | Halbfinale      |
| 07. | Anne Hobbs Andrea Jaeger        | Viertelfinale   |
| 08. | Jo Durie Ann Kiyomura           | 2. Runde        |

| Nr. | Paarung                              | Erreichte Runde |
| --- | ------------------------------------ | --------------- |
| 09. | Lea Antonoplis Barbara Jordan        | 2. Runde        |
| 10. | Elise Burgin JoAnne Russell          | Viertelfinale   |
| 11. | Hana Mandlíková Betsy Nagelsen       | 2. Runde        |
| 12. | Dianne Balestrat Betty Stöve         | 1. Runde        |
| 13. | Kathy Horvath Yvonne Vermaak         | 1. Runde        |
| 14. | Anna-Maria Fernández Beth Norton     | 1. Runde        |
| 15. | Carling Bassett Ivanna Madruga-Osses | Achtelfinale    |
| 16. | Andrea Leand Mary-Lou Piatek         | 2. Runde        |

## Mixed

### Setzliste
| Nr. | Paarung                      | Erreichte Runde |
| --- | ---------------------------- | --------------- |
| 01. | Ferdi Taygan Barbara Potter  | Finale          |
| 02. | Eliot Teltscher Kathy Jordan | Achtelfinale    |
| 03. | John Lloyd Wendy Turnbull    | Halbfinale      |
| 04. | Dick Stockton Sharon Walsh   | Viertelfinale   |

| Nr. | Paarung                       | Erreichte Runde |
| --- | ----------------------------- | --------------- |
| 05. | Cássio Motta Claudia Monteiro | 1. Runde        |
| 06. | Trey Waltke Billie Jean King  | Achtelfinale    |
| 07. | Eric Fromm Joanne Russell     | Viertelfinale   |
| 08. | Butch Walts Rosie Casals      | 1. Runde        |